# I’m Movin’ On
«I’m Movin’ On» — песня американской кантри-группы Rascal Flatts, вышедшая в качестве 4-го сингла с их дебютного студийного альбома Rascal Flatts (2000). Авторами песни выступили Филлип Уайт (Phillip White) и Винсент Уильямс.
Песня получила награду Академии кантри-музыки ACM Awards в престижной категории «Лучшая песня года» (Song of the Year).

## Награды и номинации
Источник:
| Награда    | Категория                     | Результат |
| ---------- | ----------------------------- | --------- |
| ACM Awards | Песня года (Song of the Year) | Победа    |

## Чарты

### Еженедельные чарты
| Чарт (2001-02)                    | Высшая позиция |
| --------------------------------- | -------------- |
| США (Billboard Hot Country Songs) | 4              |
| США (Billboard Hot 100)           | 41             |

### Итоговые годовые чарты
| Чарт (2002)                  | Позиция |
| ---------------------------- | ------- |
| US Country Songs (Billboard) | 15      |